# 406737 Davet
406737 Davet è un asteroide della fascia principale. Scoperto nel 2008, presenta un'orbita caratterizzata da un semiasse maggiore pari a 2,7560683 au e da un'eccentricità di 0,0971850, inclinata di 9,68186° rispetto all'eclittica.
L'asteroide è dedicato all'astronomo amatoriale svizzero Stéphane Davet.